# Башмачок бараноголовый
Башмачо́к бараноголовый (лат. Cypripedium arietinum) — вид травянистых растений, рода Cypripedium, секции Arietinum, семейства Орхидные (Орхидные).
Редкий вид, входит в Приложение II Конвенции CITES.

## Распространение и экология
Редкий вид. Известно всего около 300 мест произрастания этого вида. Общая численность: более 10.000, но менее 100.000 взрослых растений. В различных частях ареала численность снижается. Основные угрозы: сплошные рубки, жилая застройка (особенно на береговой линии Великих озёр), сбор коллекционерами, гидрологические изменения, выпас скота, рекреационная нагрузка и другие.
Сухие и влажные открытые участки хвойных и смешанных лесов, болота, поросшие хвойным лесом, поймы, на высотах от 0 до 400 метров над уровнем моря.
Предпочитает прохладные места, слабо кислые или нейтральные почвы, к почвам относительно нетребователен. Полностью открытые и совершенно затенённые места не оптимальны для этого вида.
Северная Америка (Онтарио, Квебек, Коннектикут (в прошлом), Мэн, Массачусетс, Мичиган, Миннесота, Нью-Гэмпшир, Нью-Йорк, Вермонт, Висконсин, Новая Шотландия, Саскачеван).

## Ботаническое описание
Травянистые многолетники высотой 7—35 см.
Корневища узловатые, из них вырастает до 12 побегов.
Листья в количестве 3—5, расположены по спирали в средней части стебля, от узко-эллиптических до яйцевидной-ланцетных или продолговатых, 5—11 × 1.3—3.5 см.
Цветков 1, редко 2. Аромат слабый.
Чашелистики зелёные с красновато-коричневой маркировкой. Парус от широко-эллиптического до яйцевидно-ланцетного, 15—25 × 5—10 мм. Лепестки такого же цвета, как чашелистики, несколько спирально закрученные, от линейных до линейно-ланцетных, 11—24 × 1—2 мм.
Губа белая с красным. Отверстие 7—12 мм.
Стаминодии почти округлые.
Кариотип: 2n = 20.
Цветение непродолжительное (около недели), в мае-июне.
Идентификация проста. Слегка напоминает Cypripedium acaule и Cypripedium reginae. Спиралевидное расположение листьев вокруг стебля хорошо отличает его от Cyp. acaule (который имеет только прикорневые листья) даже в период отсутствия цветения. От Cyp. reginae хорошо отличается общими размерами (7—35 см), против 25—90 см и особенностями окраски губы.
Размножение вида половым путём менее успешно, чем вегетативное размножение.
Опылители, в основном представители Dialictus (Halictidae) и Megachile (Megachilidae) привлекаются ароматом цветков. После того, как опыление произошло, в течение 1—2 часов парус закрывает отверстие губы, чтобы предотвратить проникновение туда насекомых. Только что вылупившиеся, неопытные пчелы могут научиться избегать башмачки после первой или второй попытки (цветки не вырабатывают нектар), уменьшая шансы на опыление. Мухи и другие насекомые также посещают цветки башмачка бараноголового, но не являются эффективными опылителями.
Некоторые растения могут оставаться под землёй весь вегетационный период или более, затем появляются и цветут снова. Часто это происходит после повреждения травоядными животными или в результате других механических повреждений. Некоторые сезоны отдельные экземпляры могут пропускать цветение.

## В культуре
Местоположение: прямой солнечный свет в первой и/или второй половине дня.
Почвы хорошо дренированные, слегка кислые или нейтральные. pH почвы 6—6,8, по другим данным 5—7.
Рекомендуемый состав почвенной смеси: 4:1 (крупный речной песок и рыхлый лиственный перегной). Мульча из рыхлой лесной лиственной подстилки. В засушливое и жаркое время рекомендуется регулярный полив. При избыточной влажности могут страдать от гнилей.
При высокой толерантности к холоду, этот вид весьма плохо переносит длительные периоды летней жары. Растения, как правило, достигают возраста цветения гораздо быстрее, чем большинство видов или гибридов этого рода орхидей. 
Зоны морозостойкости: 2—5.
Выращивание Cypripedium arietinum из семян in vitro впервые произведено в 2007 году.
По данным на февраль 2013 года грексов, созданных с участием Башмачка бараноголового, не зарегистрировано.